# NGC 979
NGC 979 est une galaxie lenticulaire entourée d'un anneau et située dans la constellation de l'Éridan. NGC 979 a été découverte par l'astronome britannique John Herschel en 1835.

## Caractéristiques
Sa vitesse par rapport au fond diffus cosmologique est de 5 208 ± 46 km/s, ce qui correspond à une distance de Hubble de 76,8 ± 5,4 Mpc (∼250 millions d'al).
À ce jour, une mesure non basée sur le décalage vers le rouge (redshift) donne une distance d'environ 53,100 Mpc (∼173 millions d'al). Cette valeur est à l'extérieur des valeurs de la distance de Hubble.
NGC 979 présente une large raie HI.